# Gerhard Schiffner
Gerhard Schiffner (Wolfgang Gerhard Schiffner; * 19. August 1905 in Neugersdorf; † 22. August 1975 in Meißen) war ein deutscher Maler und Grafiker.

## Leben und Werk
Schiffner studierte an der Zeichenschule der Porzellanmanufaktur Meißen und ab 1928 bei Richard Müller, Ferdinand Dorsch, Max Feldbauer und Georg Lührig an der Akademie für Bildende Künste Dresden.
In der Zeit des Nationalsozialismus war Schiffner Mitglied der Reichskammer der bildenden Künste. Für diese Zeit ist seine Teilnahme an acht großen Ausstellungen sicher belegt, darunter 1940, 1941 und 1942 die Große Deutsche Kunstausstellung in München. Ab 1937 arbeitete Schiffner freischaffend in Dresden. Das Adressbuch verzeichnete ihn 1940 in der Wintergartenstraße 21. Von 1941 bis 1945 war er künstlerischer Leiter der Malerabteilung der Staatlichen Porzellanmanufaktur Nymphenburg und von 1945 bis 1946 Leiter der Zeichenschule der Porzellanmanufaktur Meißen. Danach arbeitete er in Dresden als Mitglied des Verbands Bildender Künstler der DDR freischaffend als Maler und Grafiker.

## Werke (Auswahl)

### Tafelbilder
- Alte Frau beim Holzhacken (Öl; 1941 auf der Großen Deutschen Kunstausstellung)[2]
- In der Schweinekoppel (Öl; 1942 auf der Großen Deutschen Kunstausstellung)[3]

- Blumenstillleben (um 1949, Öl, 52 × 49 cm; Stadtmuseum Meißen, Inv. 2468)[4]
- Hochsommer / Weg nach Rottewitz (um 1950, Öl, 50 × 65 cm; Stadtmuseum Meißen, Inv. 6/90)[4]

- Kinderporträt (Öl, 84 × 68 cm; auf der Dritten Deutschen Kunstausstellung)[5]
- Lausitzer Landschaft (Öl; u. a. auf der Fünften Deutschen Kunstausstellung)[5]
- Chemiewerk in Nünchritz (Mischtechnik auf Hartfaser, 121,5 × 106 cm, 1959; Sächsischer Kunstfonds)[6]
- Schiffswerft bei Niederschütz (um 1960, Öl, 53,5 × 66 cm; Stadtmuseum Meißen, Inv. 106/63)[4]
- Pause der LPG-Arbeiterinnen am Feldrand (Öl; 1962)[7]

### Druckgrafik
- Bachjahr 1950 (Lithografie, Entwurf für Veranstaltungsplakat; 1950)[5]
- Deutsche Plastik von der Romanik zum Barock (Lithografie, Entwurf für Veranstaltungsplakat; 1951)[5]

### Aquarelle
- Lausitzer Bauernhaus (Aquarell; ausgestellt 1940 auf der Großen Deutschen Kunstausstellung und von der Reichsführung der SS erworben)[8]

### Entwürfe für Porzellanmalerei
- Meißen. Mit starkem Willen wieder aufgebaut (Porzellanteller der Manufaktur Meißen als Ehrengeschenk; 1946)[9]

## Ausstellungen (unvollständig)

### Einzelausstellungen
- 1973: Görlitz, Grafisches Kabinett (Aquarelle)

### Ausstellungsbeteiligungen in der sowjetischen Besatzungszone bzw. der DDR
- 1945/1946: Dresden Freie Künstler. Ausstellung Nr. 1[10]
- 1951: Chemnitz, Schlossbergmuseum (Mittelsächsische Kunstausstellung)
- 1951/1952: Berlin, Museumsbau am Kupfergraben („Künstler schaffen für den Frieden“)
- 1953 und 1962/1963: Dresden, Dritte und Fünfte Deutsche Kunstausstellung
- 1972: Dresden, Bezirkskunstausstellung